# الیزابت (مینه‌سوتا)
الیزابت، مینه‌سوتا (به انگلیسی: Elizabeth, Minnesota) یک شهر در ایالات متحده آمریکا است که در مینه‌سوتا واقع شده است.

## خصوصیات
الیزابت ۰٫۹۶ کیلومترمربع مساحت و ۱۷۳ نفر جمعیت دارد و ۳۸۱ متر بالاتر از سطح دریا واقع شده است.